# Liburnia typhlocyba
Liburnia typhlocyba är en insektsart som beskrevs av Bierman 1910. Liburnia typhlocyba ingår i släktet Liburnia och familjen sporrstritar. Inga underarter finns listade i Catalogue of Life.